# Stadt Gernrode
Stadt Gernrode är en tidigare stad och kurort i förbundslandet Sachsen-Anhalt i Tyskland, på den norra sluttningen av Harz. Staden uppgick i kommunen Quedlinburg den 1 januari 2014 och hade 3 533 invånare 2013.
I Gernrode finns en station på det smalspåriga järnvägsnätet Harzer Schmalspurbahnen.

## Stift Gernrode
Gernrode var ursprungligen ett riksfurstligt nunnekloster som grundades 960. Abbedissorna av Gernrode var regerande furstar som var riksomedelbara, enbart underställda kejsaren, och hade som sådana säte i Tysk-romerska rikets riksdag.
Huset Anhalt infogade 1610–1614 stiftet i sitt eget territorium; den sista abbedissan lämnade sin post 1614.
Stiftskyrkan St. Cyriakus, som fortfarande finns kvar, är ett betydelsefullt minnesmärke från medeltidens byggnadskonst.

## Bilder
|                           |
| Stiftskyrkan St. Cyriakus |

|                          |
| Flygbild av St. Cyriakus |